# Bryan Douglas
Bryan Douglas (Blackburn, 27 de maio de 1934) é um ex-futebolista inglês que atuava como meia.

## Carreira
Bryan Douglas fez parte do elenco da Seleção Inglesa que disputou a Copa do Mundo de 1958 e 1962.

## Títulos
Inglaterra
- British Home Championship: 1957–58, 1958–59, 1960–61